# Mohamed El Kenz
 (juillet 2010).
Si vous disposez d'ouvrages ou d'articles de référence ou si vous connaissez des sites web de qualité traitant du thème abordé ici, merci de compléter l'article en donnant les références utiles à sa vérifiabilité et en les liant à la section « Notes et références ».
Mohamed Youssef El Kenz,né le 13 octobre 1937 natif de Skikda où il accomplit une carrière de footballeur bien remplie, auprès du Racing Club de Skikda après avoir joué comme professionnel à Strasbourg. Il a également été entraineur pour l'OL
Il s'agit de l'un des meilleurs avant-centres de l'Algérie d'avant l'indépendance.
Footballeur-intellectuel, d'une grande culture, il deviendra entraîneur de la JSM Skikda qu'il quittera juste le temps, de prendre les rênes de l'équipe nationale algérienne (octobre 1972-avril 1973). Il créa après l'indépendance la « République des Sports » à Skikda où il consacra toute sa jeunesse au développement du sport dans la région (toutes disciplines confondues : éclosion de jeunes footballeurs, handballeurs, boxeurs, athlètes de haut niveau),il y développera également l'équitation. 